# Titanic (film 1943)

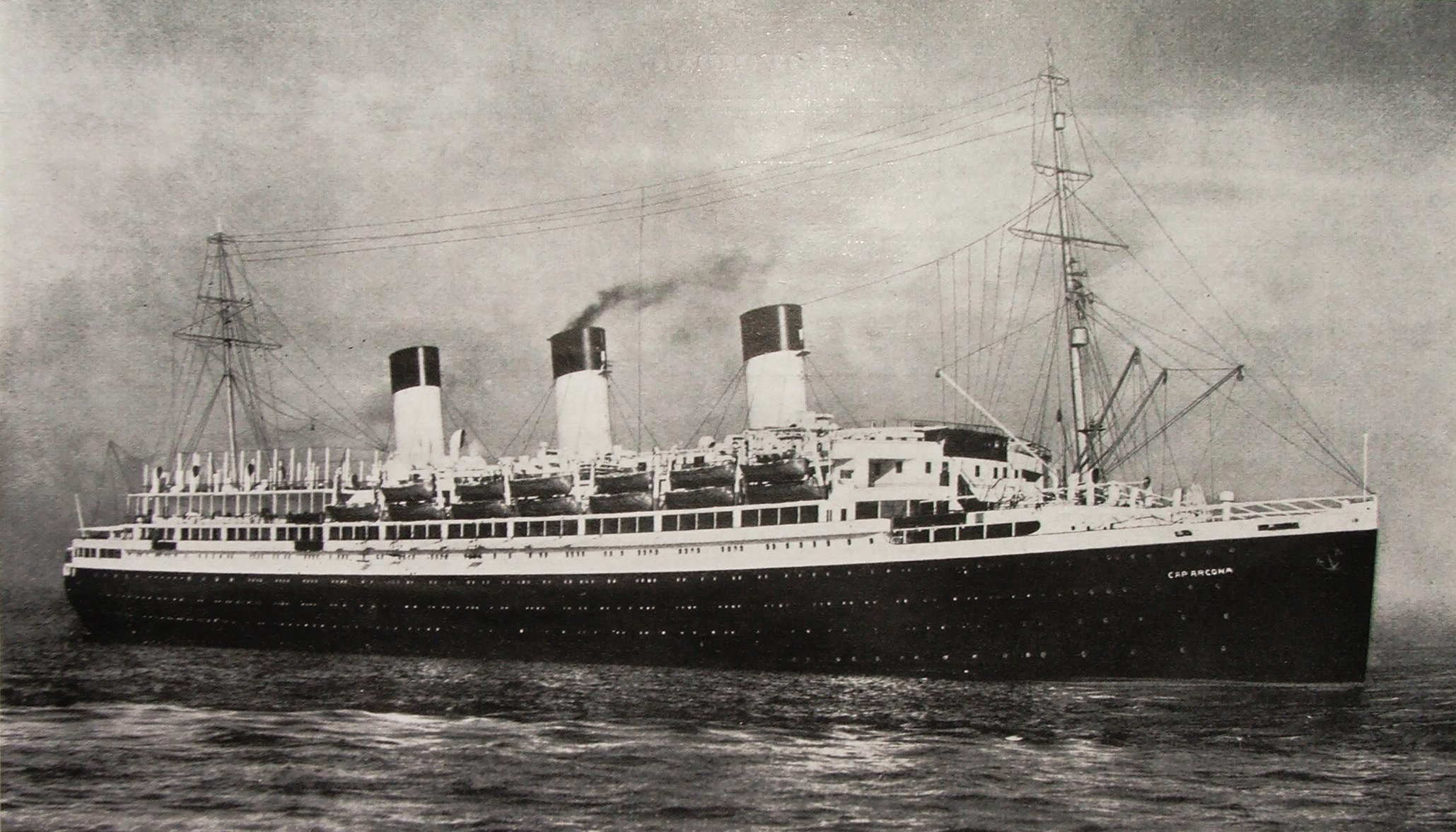
Niemiecki statek pasażerski SS Cap Arcona, który „wziął udział” w filmie

Titanic – niemiecki katastroficzny dramat filmowy, nakręcony w 1943, oparty częściowo o autentyczne wydarzenie zatonięcia „Titanica” w 1912. Został wyreżyserowany przez Wernera Klinglera i Herberta Selpina. Ten ostatni podczas pracy nad filmem wyraził się pogardliwie o jednym z przywódców nazistowskich Niemiec, za co został aresztowany i wkrótce znaleziono go martwego w celi, a pracę nad filmem dokończył Klingler.
Ujęcia tonącego statku powstały w porcie w Gdyni (wówczas Gotenhafen). Kręcono je z udziałem niemieckiego statku pasażerskiego SS Cap Arcona.

## Fabuła filmu a propaganda
Film ma wyraźny podtekst propagandowy. Niemcy nakręcili go w czasie II wojny światowej, by zdyskredytować swoich wrogów. Przedstawia Brytyjczyków jako ludzi skrajnie nieodpowiedzialnych, niekompetentnych i winnych katastrofy „Titanica”, a Niemców jako ludzi szlachetnych i dalekowzrocznych. Przykładowe fikcyjne zdarzenia to: przekupienie kapitana „Titanica” Edwarda Smitha przez prezesa White Star Line – Josepha Bruce’a Ismaya, by ten zwiększył prędkość płynącego statku, nieczyste interesy jednego z najbogatszych pasażerów „Titanica” – Johna Jacoba Astora IV, zachowanie załogi podczas katastrofy i inne.
W filmie występuje tylko jeden szlachetny człowiek – fikcyjny niemiecki oficer – Petersen, który nalegał na zmniejszenie prędkości i przestrzegał przed niebezpieczeństwem ze strony gór lodowych, jednak był zupełnie ignorowany i karcony przez załogę. Gdy statek tonął, brytyjscy oficerowie byli niezdolni do podjęcia jakichkolwiek działań, podczas gdy Petersen pomagał pasażerom wydostać się na szalupach z tonącego parowca. Niemcowi udało się przeżyć katastrofę, a następnie postawić prezesa Ismaya przed sądem. Sąd uniewinnił go jednak, zrzucając całą odpowiedzialność na nieżyjącego kapitana.